# José Ramón Fernández (periodista)
José Ramón Fernández Álvarez (Puebla de Zaragoza, 6 de abril de 1946) es un periodista de deportes mexicano. Inició en la empresa de televisión estatal Canal 13, luego en Imevisión y posteriormente en TV Azteca al privatizarse la televisora. Desde el 2007, colabora para ESPN, ESPN Deportes y ESPN Brasil. Conduce los programas Los Capitanes de ESPN, Fútbol Picante y Cronómetro.

## Biografía
Apoyó al equipo Puebla en su primera época profesional, pero, al desaparecer este equipo, centró su atención en los partidos de la Liga Española (sobre todo del Real Madrid y el Barcelona), que escuchaba por la radio. Jugó al fútbol en equipos amateur como el Llanes y el Deportivo Español de la Liga Española de Puebla (1963-1970). 
Intentó incursionar en el fútbol profesional, pero la falta de aptitudes hizo que eligiera continuar sus estudios, y finalmente se recibió como licenciado en Administración de Empresas[cita requerida] por la Benemérita Universidad Autónoma de Puebla. Para pagarse la carrera, impartía clases de literatura en preparatorias privadas, hasta que, una vez graduado, se le brindara la oportunidad de trabajar en un canal local de televisión en 1970, que era propiedad de Televisión Independiente de México (TIM).
En 1972, Telesistema Mexicano (hoy Televisa) realiza la fusión corporativa con TIM,  y José Ramón pasa a ser parte del equipo de la televisora, durante seis meses. En agosto de 1973, Luis de Llano padre lo llama de Canal 13 por medio de Carlos Alazraki, quien trabajaba como Gerente de Producción con la propuesta de hacer un programa deportivo. Fernández acepta la oferta. Así nace DeporTV: El Ancho Mundo del Deporte, el programa deportivo más antiguo de la televisión mexicana, con más de 40 años de vigencia, aunque ya sin José Ramón en la conducción.
A lo largo de su trayectoria como comentarista deportivo ha cubierto doce copas mundiales (Argentina 1978, España 1982, México 1986, Italia 1990, Estados Unidos 1994, Francia 1998, Corea-Japón 2002, Alemania 2006, Sudáfrica 2010, Brasil 2014, Rusia 2018 y Catar22); y once Juegos Olímpicos (Montreal 1976, Moscú 1980, Los Ángeles 1984, Seúl 1988, Barcelona 1992, Atlanta 1996, Sídney 2000, Atenas 2004, Pekín 2008, Londres 2012, Río 2016 y Tokio 2020).
Ha narrado más de 3500 partidos de fútbol nacionales e internacionales. También cubrió las dos últimas visitas de S.S. Juan Pablo II a México.
Cuando Imevisión pasa a ser Televisión Azteca, José Ramón inicia el programa En Caliente. Fue nombrado vicepresidente deportivo del canal en 1996 e ingresó al consejo directivo de la empresa, cargos que conservaría hasta su alejamiento en 2007 de la compañía.
Tras más de 33 años ininterrumpidos cómo titular del programa DeporTV, por problemas de salud tuvo que abandonar la conducción y su puesto como director general del área de deportes en TV Azteca, en septiembre de 2006. Aunque volvería unos meses después en el puesto de director del comité editorial de deportes de la televisora, así como conduciendo un programa de entretenimiento llamado Joserra presenta, en septiembre de 2007 deja definitivamente las filas de la televisora y se anuncia su incorporación a la cadena de deportes ESPN donde alternaría con muchos de sus discípulos como Carlos Albert, Rafael Puente, Ciro Procuna y David Faitelson. En noviembre del mismo año se concreta su contratación.
Actualmente es conductor, pero no titular del programa Fútbol Picante de ESPN 2 los días lunes, miércoles, jueves y domingo; junto a Heriberto Murrieta, Hugo Sánchez, Héctor Huerta, Jared Borgetti, Paco Gabriel de Anda, Ciro Procuna, y Rafael Puente. Además de conducir junto a David Faitelson el programa Cronómetro de lunes a jueves por ESPN México y participa en el programa Los Capitanes en ESPN del cual es titular.
En 2017 hizo su debut como  Star talent en el doblaje de la película Cars 3; adaptando el personaje Mike Joyride como "José Rotor Frenández".

## Estilo periodístico
Dada la abismal diferencia de recursos económicos y logísticos entre Televisa e Imevisión, Joserra sabía que las únicas vías de competir con el emporio privado eran dos: por periodismo de contraste y creatividad, fórmula determinada que resultaría en periodismo deportivo de calidad. Sin dejar de lado el amarillismo característico de los medios masivos sensacionalistas y de crear un ambiente pesado entre los compañeros mediante provocaciones y burlas.
No se salvaban de las críticas instituciones aparentemente intocables, como la Federación Mexicana de Fútbol, la Selección Nacional (por sus magros resultados deportivos), y hasta organismos/personalidades internacionales, como la FIFA cuando fue presidida por João Havelange, entre estos problemas Fernández fue protagonista de uno de los escándalos más grandes en la historia del fútbol mexicano "Los cachirules" que causó la no participación de México en el Fútbol de los Juegos de Seúl 1988 y principalmente la Copa Mundial de Italia 1990 tras haber hecho pública la noticia en su programa DeporTV el propio José Ramón Fernández declaró: "Nosotros descubrimos la trampa, lo sacamos al aire y FIFA nos castigó por eso. Fue una etapa difícil, aunque me atacaron mucho, armamos un asunto periodístico muy interesante de investigación".
También concibió el programa de debate En Caliente, donde eran invitadas personalidades deportivas a dar entrevista o a debatir en mesas redondas de sus especialidades en el deporte inclusive haciendo evidente carencias de las diferentes organizaciones deportivas.
El estilo de José Ramón dejó huella en el campo de la comunicación en México, primeramente al formar a varios comentaristas deportivos que posteriormente retomarían en sus propios programas deportivos, tal es el caso de Carlos Albert, Raúl Orvañanos, Alfredo Domínguez Muro, Francisco Javier González, Antonio Moreno, Pepe Espinosa, David Faitelson, Ciro Procuna, Emilio Fernando Alonso, Ángel García Toraño, Pablo Carrillo, Enrique Garay, André Marín, Rafael Ocampo, Arturo Sepúlveda, Barak Fever, Carlos Alberto Aguilar, Rafael Ayala, Christian Martinoli y su hijo José Ramón Jr. además de algunos exfutbolistas que después se dedicaron a la crónica deportiva como son: Manuel Lapuente, Rafael Puente, Roberto Gómez Junco, Luis García, Jorge Campos, Francisco Gabriel de Anda, José Antonio Noriega, Careca, entre otros tantos. En segundo lugar al tratar de imponer con prepotencia sus ideas sobre sus colegas,  buscando además la provocación y la confrontación entre los mismos.
En "Los Protagonistas", dedicados a transmitir copas mundiales y juegos olímpicos, trabajó desde 1986 con Raúl Orvañanos y desde 1990, durante el mundial de Italia con los comediantes Ausencio Cruz y Víctor Trujillo hasta el mundial de los Estados Unidos 1994 (en el caso del primero) y hasta Sídney 2000 (debido a que el segundo empieza a trabajar en Televisa) y con Andrés Bustamante, desde 1988, durante los juegos de Seúl, hasta Alemania 2006 siendo su última aparición con Fernández en TV Azteca.